# Канамицин
Канамицин A (лат. Kanamycin A) или Канамицин — аминогликозидный антибиотик I поколения, противотуберкулёзный препарат II ряда. Продуцируется лучистым грибом Streptomyces kanamyceticus или другими родственными микроорганизмами.

## Описание
Известны три антибиотика серии канамицина: канамицин А, часто называемый просто канамицином, канамицин В, он же беканамицин (лат. bekanamycin) и канамицин С.[уточнить]
Выпускается в виде двух солей — канамицина моносульфата (таблетки для приёма внутрь) и канамицина сульфата (порошок/раствор для парентерального применения, плёнки глазные).

## Физические свойства
Канамицина моносульфат — белый кристаллический порошок без вкуса и запаха. Легко растворим в воде, практически нерастворим в спирте. Устойчив в растворах щелочей.
Канамицина сульфат — порошок или пористая масса белого цвета. Очень легко растворим в воде

## Побочное действие
Применение канамицина имеет побочные эффекты, в частности, он токсичен по отношению к клеткам слухового аппарата (ототоксичен, разрушает внешние волосковые клетки), что может привести к потере слуха.